# Panicum ichunense
Panicum ichunense är en gräsart som beskrevs av Jason Richard Swallen. Panicum ichunense ingår i släktet vipphirser, och familjen gräs. Inga underarter finns listade i Catalogue of Life.